# Kōnstantinos Mītsotakīs
Kōnstantinos Mītsotakīs (in greco Κωνσταντίνος Μητσοτάκης?, AFI [konstaˈdinos mit͡soˈtacis]; La Canea, 18 ottobre 1918 – Atene, 29 maggio 2017) è stato un politico greco, primo ministro della Grecia dall'11 aprile 1990 al 13 ottobre 1993; prima ancora di ricoprire tale incarico è stato leader del partito Nea Dimokratia. Dopo le sue dimissioni da primo ministro è diventato presidente onorario del partito fino alla morte.

## Biografia

### Le origini
Mitsotakis proviene da una famiglia di politici: nel suo albero genealogico figura un insigne statista: Eleutherios Venizelos, un politico di formazione liberale che diresse il Paese, nei difficili anni che seguirono la prima guerra mondiale. Anche il nonno e il padre ricoprirono la carica di deputati al Parlamento ellenico.

### Gli anni giovanili
Mitsotakis prese parte al movimento di resistenza che combatteva l'invasore tedesco sul suolo di Creta. Conseguì la laurea in Giurisprudenza e Scienze Politiche presso l'Università Capodistria di Atene.

### Primi passi in campo politico
Nel 1946 fu eletto deputato al Parlamento. Negli anni Sessanta militò nelle file dell'Unione di Centro formazione politica di centro guidata da Geōrgios Papandreou. Nel 1967 si mise a capo di un gruppo di dissidenti in seno al partito, i cosiddetti "Apostati di luglio", la cui defezione provocò il crollo del governo di Giorgio Papandreou.

### L'esilio ed il ritorno in patria
Dopo il colpo di Stato dell'aprile 1967 che istituiva la dittatura militare in Grecia, Mitsotakis fuggì all'estero. Fece ritorno in patria nel 1974, alla caduta della giunta militare.
Alle prime elezioni libere si presentò come indipendente ma non fu eletto. Vi riuscì invece alle successive come deputato del piccolo partito dei Nuovi Liberali. Due anni dopo abbandonò i Nuovi liberali per entrare a far parte di Nuova Democrazia, il grande partito di destra fondato nel 1974 da Kōnstantinos Karamanlīs. Dal 1978 al 1980 ricoprì la carica di Ministro degli affari esteri. Alle elezioni del 1981 la vittoria arrise al PaSoK e Nuova Democrazia passò all'opposizione. Il partito conservatore fu sconfitto pure alle elezioni del 1984.

### Alla guida del partito
Nel 1984, Mitsotakis divenne leader di Nuova Democrazia. Alle elezioni fissate il 18 giugno 1989, pur diventando il partito più votato, egli non riuscì a raggiungere la maggioranza assoluta a causa della legge elettorale proporzionale e nonostante i socialisti avessero subìto un enorme calo di popolarità in seguito allo scoppio dello scandalo Koskotas. Si procedette così ad una strana alleanza tra comunisti e conservatori su cui potesse reggersi il governo di Tzannīs Tzannetakīs esponente di 2º piano di Nuova Democrazia, perché i comunisti avevano espresso il loro veto ad un governo guidato da Mitsotakis. Una delle decisioni più importanti del nuovo parlamento fu quella di togliere l'immunità parlamentare all'ex primo ministro Andrea Papandreou così come a tre dei suoi ex ministri affinché potessero essere giudicati dal Tribunale speciale. Si concordò anche di andare ad elezioni anticipate che si tennero il 9 novembre 1989 che confermarono i risultati precedenti. Intanto, circa 10 giorni prima Paolo Mpakoyannis, genero di Mitsotakis e portavoce del governo Tzannetakis, era stato ucciso in un agguato tesogli dal gruppo terroristico 17 Noemvri
Si decise di formare un governo di non politici che avesse il sostegno di tutto il parlamento, detto ecumenico. L'incarico fu affidato a Xenophon Zolotas. Il successivo appuntamento elettorale fu fissato per l'8 aprile 1990.

### Alla guida del governo
Finalmente le elezioni parlamentari del 1990 diedero a Mitsotakis la vittoria tanto agognata; ma era una ben misera vittoria: si reggeva su appena due seggi di maggioranza. Mitsotakis divenne primo ministro affrontando molti e difficili problemi: le casse dello stato erano dissanguate dopo dieci anni di politica economica suicida adottata da Andreas Papandreou.
Lo scenario internazionale stava mutando in maniera radicale. Ad agosto si sarebbe avuto l'ultimo sussulto dell'Unione Sovietica. La prima guerra del golfo si stava profilando all'orizzonte.
Uno dei pochi amici dei Greci, la Iugoslavia era smembrata e ai confini settentrionali del paese si era creata una nuova formazione statale che rivendicava per sé il nome di Macedonia, fatto che offendeva profondamente l'orgoglio e il sentimento nazionale greco.

#### L'alleanza con gli USA
Ciò che più stava a cuore al nuovo Primo ministro era riannodare i rapporti con gli Americani, compromessi dopo 10 anni di permanenza dei socialisti al governo. Fu così che qualche mese dopo il Parlamento approvò il nuovo patto difensivo con gli USA e la nave militare Limnos fu spedita nel Golfo Persico. Il presidente statunitense George Bush arrivò ad Atene il 1º luglio del 1991; Mitsotakis si recò a Washington nel settembre successivo. Si ebbe l'impressione che il contenzioso con la Turchia e lo spinoso problema di Cipro non fosse poi un problema irrisolvibile ora che i socialisti se ne erano andati.

#### Il programma economico
Il 9 dicembre del 1991 il Governo Mitsotakis sottoscrisse gli accordi di Maastricht, ratificati dal parlamento greco il 2 gennaio 1992. L'adesione implicava il risanamento dei conti pubblici. Toccò al suo ministro Ioannis Paleokrassas annunciare il 20 gennaio 1992 le nuove misure d'austerità che comprendevano, fra l'altro, il congelamento degli stipendi agli impiegati del pubblico settore. La cosa si tradusse in un calo di popolarità del partito conservatore. Fu così che alle elezioni suppletive che avvennero in un collegio elettorale di Atene il PaSoK apparve aver recuperato le posizioni precedentemente perse e si affrettò a chiedere elezioni anticipate.

#### La questione del nomeMacedonia
La questione del nome che la neonata repubblica sorta dal disfacimento della Jugoslavia dovesse assumere fu complessa. Mitsotakis, resosi conto dell'inettitudine del suo giovane ministro Antōnīs Samaras a far valere le ragioni della nazione greca presso la comunità internazionale, lo dimise nel marzo del 1992 assumendo egli stesso il dicastero. Iniziò un tour presso le maggiori capitali europee perorando la causa della sua nazione: il nuovo stato, per i Greci, usurpa un nome e un simbolo che appartengono esclusivamente alla storia e al popolo greco. Incontrò ostilità, e provocò anche irritazione. Ma Mitsotakis seppe essere umile e paziente così alla fine la spuntò riuscendo a strappare alcuni consensi e promesse. L'allora premier italiano Giulio Andreotti dichiarò al termine di un colloquio con Mitsotakis: «Se per la Grecia il nome Macedonia è così importante, allora sì».
Il 4 aprile 1992 i ministri europei si accordarono di non riconoscere il nuovo Stato con il nome Macedonia ma con l'acronimo FYROM, ossia Former Yugoslavian Republic of Macedonia. Pago di questo risultato, Mitsotakis si sbarazzò del ministero e lo affidò a Michalis Papakostantinou. Intanto, Antōnīs Samaras preparava la vendetta: il 21 ottobre 1992 abbandonò il partito rinunziando anche alla carica di parlamentare per fondare una nuova formazione politica Polán, che vide la luce nel giugno del 1993.

#### L'attacco della stampa filosocialista
Nel 1993 i quotidiani filosocialisti gli sferrarono almeno 3 attacchi che valsero ad alienargli per sempre quel poco di popolarità e di credibilità che gli restava presso il popolo greco. I giornali lo accusarono di corruzione per il modo con cui era stata condotta la privatizzazione di alcune industrie di stato, prima fra tutte la Tsimenta Eraklis, finita nelle mani dell'italiana Calcestruzzi.
Fu poi accusato di essere l'organizzatore di un contrabbando di reperti archeologici dalla Grecia alla Germania, portato avanti dal questore di Atene, Michalis Nistikakis (Μιχάλης Νηστικάκης in greco), suo amico personale. (Fonte: Articolo del giornale To Vima del 7 maggio 2006 recante la firma di B. G. Lampropoulos)
Infine, un funzionario della compagnia telefonica nazionale, tale Christos Mavrikis, dichiarò al quotidiano Eleftherotypia di aver spiato le conversazioni telefoniche di personalità politiche su ordine di Nikos Grillakis, un ex ufficiale con una lunga militanza nei servizi segreti nazionali e all'epoca consigliere del Primo ministro. In seguito alle pubblicazioni, fu aperta un'inchiesta ma Nikos Grillakis, invece di presentarsi agli inquirenti, preferì riparare a Skopje. Nella capitale macedone intraprese una lucrosa attività di mediatore d'affari per conto soprattutto di imprenditori greci. Nel 2001 Grillakis pubblicò un libro dal titolo Rivelazioni (in greco: Apokalýpto, Αποκαλύπτω) in cui ammette di aver messo su un apparato di intercettazioni telefoniche su ordine e per conto di Mitsotakis.

### L'affare Lalas
È opinione di molti, espressa anche su vari quotidiani greci dell'epoca, che Mitsotakis fosse anche colui cui veniva regolarmente consegnato il materiale derivante da intercettazioni telefoniche di colloqui riservati tra l'ambasciatore statunitense ad Atene ed esponenti della Casa Bianca, tra cui lo stesso presidente Bush. Le intercettazioni erano state effettuate per un lungo periodo da un umile impiegato dell'ambasciata di origine greca, Steven John Lalas che fu poi arrestato, per delazione, pare, dello stesso Mitsotakis e di sua figlia Dora Mpakoyannis, dietro forti pressioni del governo statunitense. Questa ipotesi che non trova riscontro nella versione ufficiale fornita dalla CIA sull'arresto di Lalas, è stata comunque formulata su articoli di autorevoli quotidiani greci. A sostegno di questa tesi viene fornito il fatto che il capo dei servizi segreti greci era stato rimosso per intervento di Dora Mpakoyannis e sostituito con un uomo di fiducia della stessa e con il precipuo scopo di pilotare con la dovuta discrezione l'arresto della talpa nell'ambasciata americana. Fonte: Articolo del giornale To Vima del 24/07/2005 recante la firma di B. G. Lampropoulos (B. Γ. Λαμπρόπουλος). Pagina: A26, codice articolo: B14522A261

### Le dimissioni
L'arresto di Steven Lalas avvenne ai primi di maggio del 1993. Il 9 settembre 1993, il deputato di Nuova Democrazia, Giorgio Simpilidis (Γιώργος Σιμπιλίδης) ritirò la fiducia al governo facendo venire meno la precaria maggioranza parlamentare su cui si reggeva Mitsotakis che fu costretto a rassegnare le sue dimissioni nelle mani del presidente della Repubblica.
Le elezioni furono fissate per il successivo 10 ottobre e si conclusero con la vittoria del partito socialista. L'incarico di primo ministro fu assegnato ad Andreas Papandreou.
Mitsotakis si dimise da capo del partito e gli successe Miltiadīs Evert

## Dinastia politica
L'eredità politica di Mitsotakis è stata raccolta sia dalla figlia maggiore Dora Bakogiannis, prima donna ad assurgere alla carica di sindaco di Atene, ma anche ministro della Cultura e degli esteri, che dal figlio Kyriakos, già deputato al parlamento greco e leader del partito Nuova Democrazia e dall'8 luglio 2019 Primo ministro della Grecia.

### Albero genealogico
Membri principali della famiglia Venizelos-Mitsotakis-Mpakogiannīs.

|                                |                                |                                |                                | Kyriakos Venizelos (?–1883)       | Kyriakos Venizelos (?–1883)       | Kyriakos Venizelos (?–1883)       | Kyriakos Venizelos (?–1883)       | Kyriakos Venizelos (?–1883)       | Kyriakos Venizelos (?–1883)       |                                |                                | Styliani Ploumidaki (1830–1897) | Styliani Ploumidaki (1830–1897) | Styliani Ploumidaki (1830–1897) | Styliani Ploumidaki (1830–1897) | Styliani Ploumidaki (1830–1897) | Styliani Ploumidaki (1830–1897) |                                 |                                 |                                                     |                                                     |                                                     |                                                     |                                                     |                                                     |                                  |                                  |                                  |                                  |                               |                               |                               |                               |
|                                |                                |                                |                                | Kyriakos Venizelos (?–1883)       | Kyriakos Venizelos (?–1883)       | Kyriakos Venizelos (?–1883)       | Kyriakos Venizelos (?–1883)       | Kyriakos Venizelos (?–1883)       | Kyriakos Venizelos (?–1883)       |                                |                                | Styliani Ploumidaki (1830–1897) | Styliani Ploumidaki (1830–1897) | Styliani Ploumidaki (1830–1897) | Styliani Ploumidaki (1830–1897) | Styliani Ploumidaki (1830–1897) | Styliani Ploumidaki (1830–1897) |                                 |                                 |                                                     |                                                     |                                                     |                                                     |                                                     |                                                     |                                  |                                  |                                  |                                  |                               |                               |                               |                               |
|                                |                                |                                |                                |                                   |                                   |                                   |                                   |                                   |                                   |                                |                                |                                 |                                 |                                 |                                 |                                 |                                 |                                 |                                 |                                                     |                                                     |                                                     |                                                     |                                                     |                                                     |                                  |                                  |                                  |                                  |                               |                               |                               |                               |
|                                |                                |                                |                                |                                   |                                   |                                   |                                   |                                   |                                   |                                |                                |                                 |                                 |                                 |                                 |                                 |                                 |                                 |                                 |                                                     |                                                     |                                                     |                                                     |                                                     |                                                     |                                  |                                  |                                  |                                  |                               |                               |                               |                               |
|                                |                                |                                |                                | Eleutherios Venizelos (1864–1936) | Eleutherios Venizelos (1864–1936) | Eleutherios Venizelos (1864–1936) | Eleutherios Venizelos (1864–1936) | Eleutherios Venizelos (1864–1936) | Eleutherios Venizelos (1864–1936) |                                |                                | Katigo Venizelou (1858–1934)    | Katigo Venizelou (1858–1934)    | Katigo Venizelou (1858–1934)    | Katigo Venizelou (1858–1934)    | Katigo Venizelou (1858–1934)    | Katigo Venizelou (1858–1934)    |                                 |                                 | Constantine "Costis" Mītsotakīs (1845–1898)         | Constantine "Costis" Mītsotakīs (1845–1898)         | Constantine "Costis" Mītsotakīs (1845–1898)         | Constantine "Costis" Mītsotakīs (1845–1898)         | Constantine "Costis" Mītsotakīs (1845–1898)         | Constantine "Costis" Mītsotakīs (1845–1898)         |                                  |                                  |                                  |                                  |                               |                               |                               |                               |
|                                |                                |                                |                                | Eleutherios Venizelos (1864–1936) | Eleutherios Venizelos (1864–1936) | Eleutherios Venizelos (1864–1936) | Eleutherios Venizelos (1864–1936) | Eleutherios Venizelos (1864–1936) | Eleutherios Venizelos (1864–1936) |                                |                                | Katigo Venizelou (1858–1934)    | Katigo Venizelou (1858–1934)    | Katigo Venizelou (1858–1934)    | Katigo Venizelou (1858–1934)    | Katigo Venizelou (1858–1934)    | Katigo Venizelou (1858–1934)    |                                 |                                 | Constantine "Costis" Mītsotakīs (1845–1898)         | Constantine "Costis" Mītsotakīs (1845–1898)         | Constantine "Costis" Mītsotakīs (1845–1898)         | Constantine "Costis" Mītsotakīs (1845–1898)         | Constantine "Costis" Mītsotakīs (1845–1898)         | Constantine "Costis" Mītsotakīs (1845–1898)         |                                  |                                  |                                  |                                  |                               |                               |                               |                               |
|                                |                                |                                |                                |                                   |                                   |                                   |                                   |                                   |                                   |                                |                                |                                 |                                 |                                 |                                 |                                 |                                 |                                 |                                 |                                                     |                                                     |                                                     |                                                     |                                                     |                                                     |                                  |                                  |                                  |                                  |                               |                               |                               |                               |
|                                |                                |                                |                                |                                   |                                   |                                   |                                   |                                   |                                   |                                |                                |                                 |                                 |                                 |                                 |                                 |                                 |                                 |                                 |                                                     |                                                     |                                                     |                                                     |                                                     |                                                     |                                  |                                  |                                  |                                  |                               |                               |                               |                               |
| Kyriakos Venizelos (1892–1942) | Kyriakos Venizelos (1892–1942) | Kyriakos Venizelos (1892–1942) | Kyriakos Venizelos (1892–1942) | Kyriakos Venizelos (1892–1942)    | Kyriakos Venizelos (1892–1942)    |                                   |                                   | Sofoklīs Venizelos (1894–1964)    | Sofoklīs Venizelos (1894–1964)    | Sofoklīs Venizelos (1894–1964) | Sofoklīs Venizelos (1894–1964) | Sofoklīs Venizelos (1894–1964)  | Sofoklīs Venizelos (1894–1964)  |                                 |                                 | Kyriakos Mītsotakīs (1892–1942) | Kyriakos Mītsotakīs (1892–1942) | Kyriakos Mītsotakīs (1892–1942) | Kyriakos Mītsotakīs (1892–1942) | Kyriakos Mītsotakīs (1892–1942)                     | Kyriakos Mītsotakīs (1892–1942)                     |                                                     |                                                     | Stavroula Ploumidaki (1896–1983)                    | Stavroula Ploumidaki (1896–1983)                    | Stavroula Ploumidaki (1896–1983) | Stavroula Ploumidaki (1896–1983) | Stavroula Ploumidaki (1896–1983) | Stavroula Ploumidaki (1896–1983) |                               |                               |                               |                               |
| Kyriakos Venizelos (1892–1942) | Kyriakos Venizelos (1892–1942) | Kyriakos Venizelos (1892–1942) | Kyriakos Venizelos (1892–1942) | Kyriakos Venizelos (1892–1942)    | Kyriakos Venizelos (1892–1942)    |                                   |                                   | Sofoklīs Venizelos (1894–1964)    | Sofoklīs Venizelos (1894–1964)    | Sofoklīs Venizelos (1894–1964) | Sofoklīs Venizelos (1894–1964) | Sofoklīs Venizelos (1894–1964)  | Sofoklīs Venizelos (1894–1964)  |                                 |                                 | Kyriakos Mītsotakīs (1892–1942) | Kyriakos Mītsotakīs (1892–1942) | Kyriakos Mītsotakīs (1892–1942) | Kyriakos Mītsotakīs (1892–1942) | Kyriakos Mītsotakīs (1892–1942)                     | Kyriakos Mītsotakīs (1892–1942)                     |                                                     |                                                     | Stavroula Ploumidaki (1896–1983)                    | Stavroula Ploumidaki (1896–1983)                    | Stavroula Ploumidaki (1896–1983) | Stavroula Ploumidaki (1896–1983) | Stavroula Ploumidaki (1896–1983) | Stavroula Ploumidaki (1896–1983) |                               |                               |                               |                               |
|                                |                                |                                |                                |                                   |                                   |                                   |                                   |                                   |                                   |                                |                                |                                 |                                 |                                 |                                 |                                 |                                 |                                 |                                 |                                                     |                                                     |                                                     |                                                     |                                                     |                                                     |                                  |                                  |                                  |                                  |                               |                               |                               |                               |
| Nikitas Venizelos (1930–2020)  | Nikitas Venizelos (1930–2020)  | Nikitas Venizelos (1930–2020)  | Nikitas Venizelos (1930–2020)  | Nikitas Venizelos (1930–2020)     | Nikitas Venizelos (1930–2020)     |                                   |                                   |                                   |                                   |                                |                                |                                 |                                 |                                 |                                 |                                 |                                 |                                 |                                 | Kōnstantinos Mītsotakīs (1918–2017)                 | Kōnstantinos Mītsotakīs (1918–2017)                 | Kōnstantinos Mītsotakīs (1918–2017)                 | Kōnstantinos Mītsotakīs (1918–2017)                 | Kōnstantinos Mītsotakīs (1918–2017)                 | Kōnstantinos Mītsotakīs (1918–2017)                 |                                  |                                  | Marika Giannoukou (1930–2012)    | Marika Giannoukou (1930–2012)    | Marika Giannoukou (1930–2012) | Marika Giannoukou (1930–2012) | Marika Giannoukou (1930–2012) | Marika Giannoukou (1930–2012) |
| Nikitas Venizelos (1930–2020)  | Nikitas Venizelos (1930–2020)  | Nikitas Venizelos (1930–2020)  | Nikitas Venizelos (1930–2020)  | Nikitas Venizelos (1930–2020)     | Nikitas Venizelos (1930–2020)     |                                   |                                   |                                   |                                   |                                |                                |                                 |                                 |                                 |                                 |                                 |                                 |                                 |                                 | Kōnstantinos Mītsotakīs (1918–2017)                 | Kōnstantinos Mītsotakīs (1918–2017)                 | Kōnstantinos Mītsotakīs (1918–2017)                 | Kōnstantinos Mītsotakīs (1918–2017)                 | Kōnstantinos Mītsotakīs (1918–2017)                 | Kōnstantinos Mītsotakīs (1918–2017)                 |                                  |                                  | Marika Giannoukou (1930–2012)    | Marika Giannoukou (1930–2012)    | Marika Giannoukou (1930–2012) | Marika Giannoukou (1930–2012) | Marika Giannoukou (1930–2012) | Marika Giannoukou (1930–2012) |
|                                |                                |                                |                                |                                   |                                   |                                   |                                   |                                   |                                   |                                |                                |                                 |                                 |                                 |                                 |                                 |                                 |                                 |                                 |                                                     |                                                     |                                                     |                                                     |                                                     |                                                     |                                  |                                  |                                  |                                  |                               |                               |                               |                               |
|                                |                                |                                |                                |                                   |                                   |                                   |                                   |                                   |                                   |                                |                                |                                 |                                 |                                 |                                 |                                 |                                 |                                 |                                 |                                                     |                                                     |                                                     |                                                     |                                                     |                                                     |                                  |                                  |                                  |                                  |                               |                               |                               |                               |
|                                |                                |                                |                                |                                   |                                   |                                   |                                   |                                   |                                   |                                |                                | Pavlos Mpakogiannīs (1935–1989) | Pavlos Mpakogiannīs (1935–1989) | Pavlos Mpakogiannīs (1935–1989) | Pavlos Mpakogiannīs (1935–1989) | Pavlos Mpakogiannīs (1935–1989) | Pavlos Mpakogiannīs (1935–1989) |                                 |                                 | Ntora Mpakogiannī nata Theodōra Mītsotakī (b. 1954) | Ntora Mpakogiannī nata Theodōra Mītsotakī (b. 1954) | Ntora Mpakogiannī nata Theodōra Mītsotakī (b. 1954) | Ntora Mpakogiannī nata Theodōra Mītsotakī (b. 1954) | Ntora Mpakogiannī nata Theodōra Mītsotakī (b. 1954) | Ntora Mpakogiannī nata Theodōra Mītsotakī (b. 1954) |                                  |                                  | Kyriakos Mītsotakīs (b. 1968)    | Kyriakos Mītsotakīs (b. 1968)    | Kyriakos Mītsotakīs (b. 1968) | Kyriakos Mītsotakīs (b. 1968) | Kyriakos Mītsotakīs (b. 1968) | Kyriakos Mītsotakīs (b. 1968) |
|                                |                                |                                |                                |                                   |                                   |                                   |                                   |                                   |                                   |                                |                                | Pavlos Mpakogiannīs (1935–1989) | Pavlos Mpakogiannīs (1935–1989) | Pavlos Mpakogiannīs (1935–1989) | Pavlos Mpakogiannīs (1935–1989) | Pavlos Mpakogiannīs (1935–1989) | Pavlos Mpakogiannīs (1935–1989) |                                 |                                 | Ntora Mpakogiannī nata Theodōra Mītsotakī (b. 1954) | Ntora Mpakogiannī nata Theodōra Mītsotakī (b. 1954) | Ntora Mpakogiannī nata Theodōra Mītsotakī (b. 1954) | Ntora Mpakogiannī nata Theodōra Mītsotakī (b. 1954) | Ntora Mpakogiannī nata Theodōra Mītsotakī (b. 1954) | Ntora Mpakogiannī nata Theodōra Mītsotakī (b. 1954) |                                  |                                  | Kyriakos Mītsotakīs (b. 1968)    | Kyriakos Mītsotakīs (b. 1968)    | Kyriakos Mītsotakīs (b. 1968) | Kyriakos Mītsotakīs (b. 1968) | Kyriakos Mītsotakīs (b. 1968) | Kyriakos Mītsotakīs (b. 1968) |
|                                |                                |                                |                                |                                   |                                   |                                   |                                   |                                   |                                   |                                |                                |                                 |                                 |                                 |                                 |                                 |                                 |                                 |                                 |                                                     |                                                     |                                                     |                                                     |                                                     |                                                     |                                  |                                  |                                  |                                  |                               |                               |                               |                               |
|                                |                                |                                |                                |                                   |                                   |                                   |                                   |                                   |                                   |                                |                                |                                 |                                 |                                 |                                 | Kōstas Mpakogiannīs (b. 1978)   |                                 |                                 |                                 |                                                     |                                                     |                                                     |                                                     |                                                     |                                                     |                                  |                                  |                                  |                                  |                               |                               |                               |                               |

     I componenti della famiglia divenuti Primi ministri in Grecia sono segnati con lo sfondo azzurro.